# Ханкенди (Исмаиллинский район)
Ханкенди (азерб. Xankəndi) — село в Исмаиллинском районе Азербайджана.

## География
Расположено в предгорной местности в восточной части района, к востоку от посёлка Баскал.

## История
Ойконим Ханкенди дословно означает «ханское село». Идентичные топонимы присутствуют и в других районах Азербайджана. В дореволюционной литературе селение упоминалось и под наименованием «Кубали-кендъ (Кубалу-хан-кенди)».
В начале XIX века территория Ширванского ханства вошла в состав Российской империи. В середине того же века Ханкенди относился к Гоузскому магалу Шемахинского уезда одноимённой губернии. В одном из источников того времени упоминалась «татарская» (азербайджанская) деревня Ханкенди-Кабаликентъ Гоузского магала.
Согласно спискам населённых мест Бакинской губернии от 1870 года, составленных по сведениям камерального описания губернии с 1859 по 1864 гг., в селении Кубали-кендъ (Кубалу-хан-кенди) было 22 двора с населением 163 человека, состоявшим из татар (азербайджанцев) — суннитов.
По данным на 1886 год, в Кошунском участке Шемахинского уезда Бакинской губернии отмечается селение Хан-кенды (Кубаликендъ).

## Население
Согласно Азербайджанской сельскохозяйственной переписи 1921 года населённый пункт Ханкенди располагался в Басхальском сельском обществе Шемахинского уезда Азербайджанской ССР. Cеление делилось на верхнее и нижнее. Численность населения — 221 житель (63 хозяйства). Из них мужчин — 108 человек, а женщин — 113 человек. Преобладающей национальностью являлись азербайджанские тюрки (азербайджанцы).
По материалам издания «Административное деление АССР», подготовленного в 1933 году Управлением народно-хозяйственным учётом АССР (АзНХУ), по состоянию на 1 января 1933 года в селе Ханкенди Баскальского сельсовета Исмаиллинского района Азербайджанской ССР, проживало 320 человек, среди которых было 163 мужчины и 157 женщин. Национальный состав всего сельсовета (сёла Баскал, Кюрдуван, Зейва) на 100 % состоял из тюрков (азербайджанцев).